# Castre de Noega

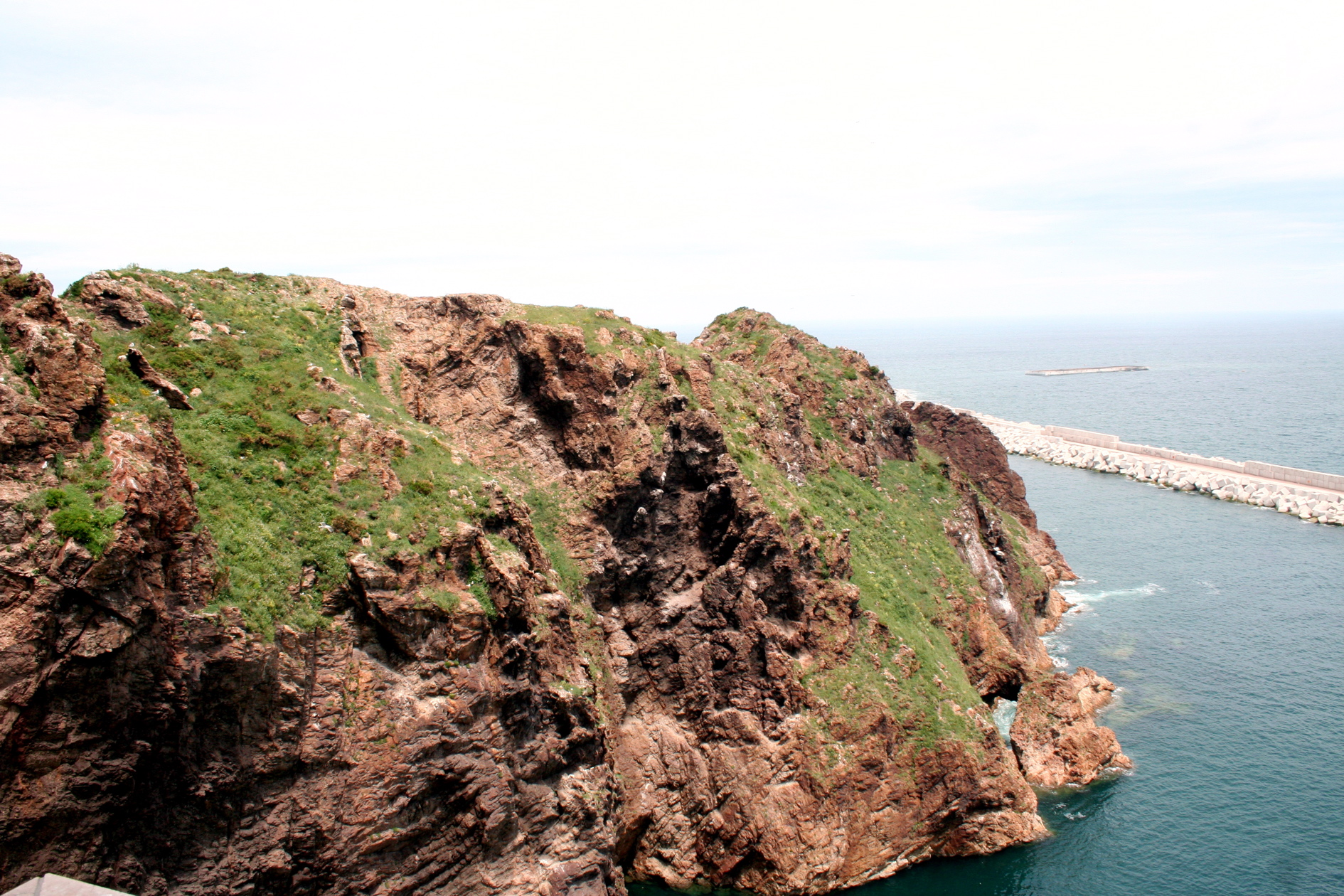
Cap de Torres, península on és la Campa Torres i el seu castre

El castre de Noega, conegut també per castre de la Campa Torres per la seua situació, és una fortificació típica preromana d'origen àstur, situat a l'oest de la ciutat de Gijón, al Principat d'Astúries, concretament al promontori de Campa Torres sobre l'actual port del Musel. Fou fundat pels cilúrnigs, una gens dels àsturs. Una vegada conquistada la península pels romans esdevingué l'oppidum de Noega.

## Història de la recerca
Molts estudiosos i viatgers il·lustres, com Ambrosio de Morales (1572), Luis Alfonso Carvallo (1613), Tirso de Avilés (1517-1599), Alfonso de Marañón (1613), Gaspar Melchor de Jovellanos (1795), Julio Somoza (1908), etc., han esmentat o relacionat en els seus treballs la Campa Torres comun lloc on s'assentaven les Ares Sestianes, un monument a August, la qual cosa permetia identificar el jaciment arqueològic amb el lloc d'ubicació de l'antiga Noega.
Aquest jaciment fou excavat per primera vegada el 1783, per l'arquitecte Manuel Regueró a petició de Gaspar Melchor de Jovellanos. Després d'aquesta intervenció, la Campa Torres passà diversos avatars i fou pràcticament oblidada fins al 1972, quan el professor José Manuel González Fernández-Valls reconegué el terreny i establí que era un castre amb dues fases d'ocupació: preromana i romana. El mateix autor l'identifica amb l'Oppidum Noega de les fonts clàssiques (Estrabó, Pomponi Mela i Plini) i situa al castre el monument dedicat a August, conegut tradicionalment amb el nom d'Ares Sestianes. El 1980 s'inicien els tràmits per ser declarat Bé d'Interés Cultural, declaració que es faria efectiva el 1994.
La situació privilegiada del jaciment des del punt de vista paisatgístic i natural propicià que a més adquirira el caràcter de Parc Arqueologiconatural.
Fou inaugurat el 1995 en el marc de l'exposició Àsturs, pobles i cultures a la frontera de l'Imperi romà juntament amb el jaciment museu de les Termes Romanes de Camp Valdés i Centre d'Interpretació de la Torre del Rellotge, passant a formar part dels museus arqueològics de Gijón.

## Estructura del poblat
En el jaciment arqueològic, en la segona dècada del segle xxi, es podien diferenciar dues grans àrees: el conjunt defensiu i la plada interior o «campa».

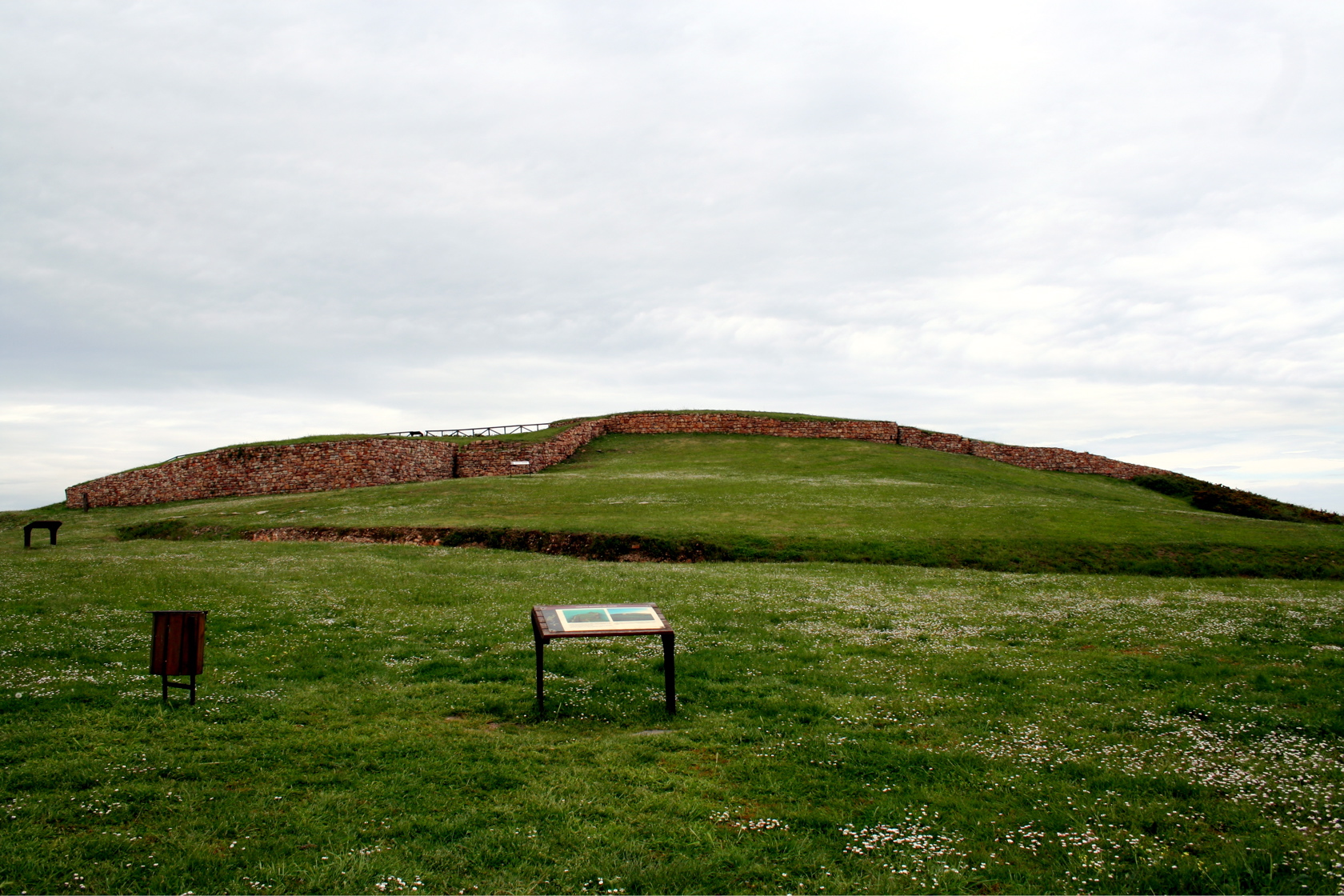
Muralla defensiva

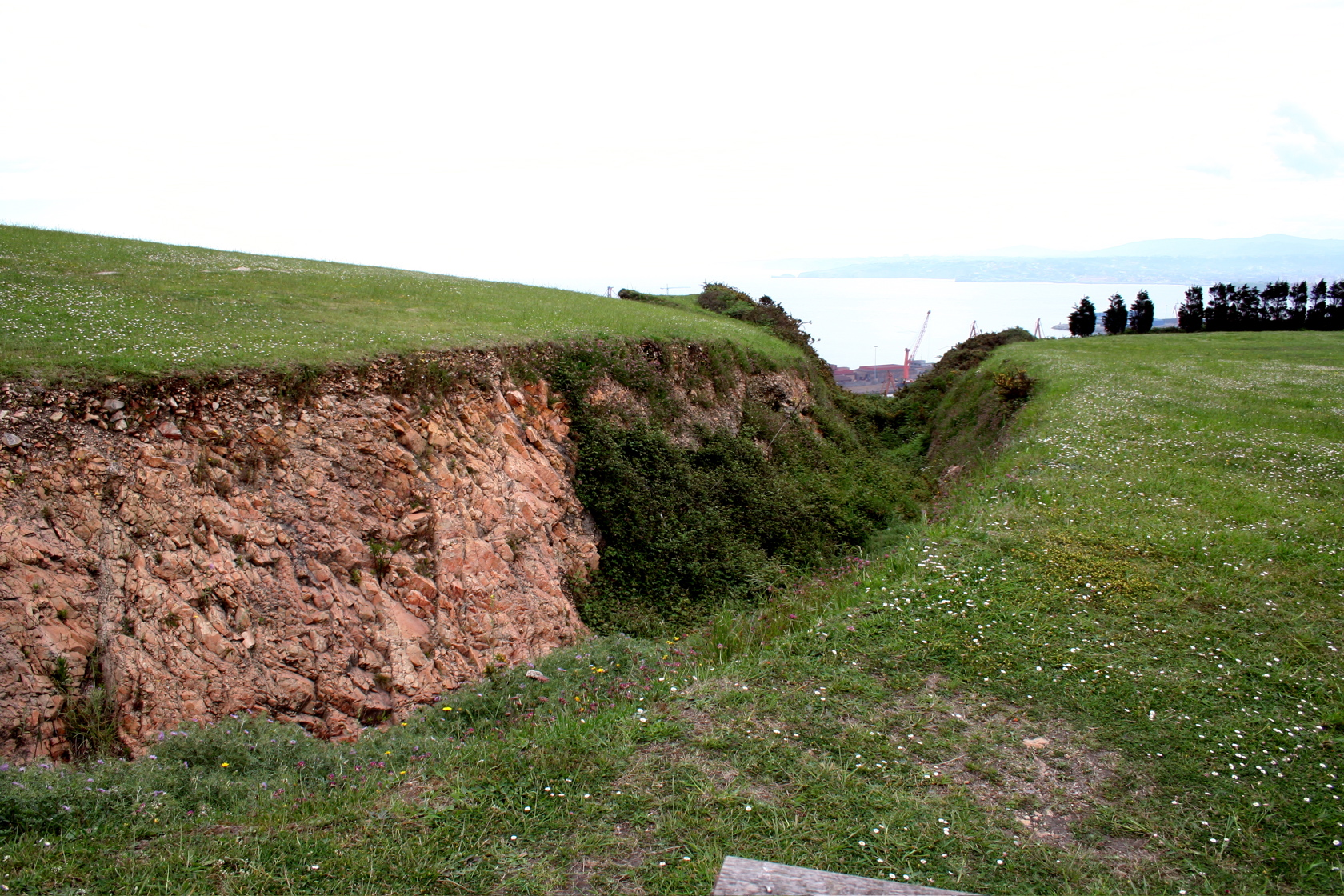
Fossat de la muralla defensiva

El conjunt defensiu del castre es compon d'un fossat en forma de «V» excavat en la roca base, contrafossat o muralla inferior, antecastre i muralla. Tots aquests elements formen un dels conjunts d'arquitectura més espectacular i absolutament desconeguda en dates tan antigues en la façana atlàntica peninsular, ja que la seua construcció pot datar-se a mitjan s. VII ae o inicis del s. VI ae.
Potser el tret més original, propi i particular d'aquest complex defensiu és la compartimentació de llenços de muralla en trams juxtaposats o «mòduls», que consisteix en la realització de trams oblongs i independents que se solapen els uns als altres connectant-se, tot i que sense entrellaçar-se entre si. El mètode requereix unitats cenyides per un paràmetre extern al llarg del tot el contorn, d'angles arredonits i un farciment de blocs de pedra de disposició irregular a dins. Aquest sistema de muralles de mòduls fou definit per primera volta per l'arqueòleg José Luis Maya. Tant en l'intramurs de la muralla, com en el del contrafossat, es poden observar diverses caixes d'escales per accedir a la part superior de l'estructura.
En la plana interior o poblat s'han de distingir dos tipus d'arquitectura domèstica: les cabanes àsturs i els habitatges romans. Cronològicament cal precisar que les indígenes n'apareixen al castre amb la seua fundació i perduren en els primers moments de la romanització; el canvi d'era és el punt de partida per a les primeres construccions romanes, que en veuran la decadència en els finals del s. III i inicis del IV.
S'han localitzat cabanes àsturs en dues zones del jaciment, immediatament darrere de la muralla i en la campa pròpiament dita. Totes les cases àsturs estaven construïdes amb materials de caràcter perible (fusta, fang, herba, palla, etc.), presenten planta circular o semicircular, llars decorades o no i sòls d'argila compactada. Els habitatges són modests: només s'hi feien unes poques activitats, com dormir, aixoplugar-se de les inclemències del temps i guardar els estris més preuats.
Les cases romanes són de planta quadrangular; n'hi ha des dels models més senzills d'un cubiculum a les de diverses habitacions. Estaven construïdes amb pedra del lloc, utilitzant fang com a argamassa i en alguns casos trossos de tègula i rajoles. Els paviments els constituïen argiles i diminuts còdols. Les teulades podien ser de dues o quatre aigües i estaven construïdes amb estructura de fusta a la qual es fixaven les teules (tegulae i imbrices).

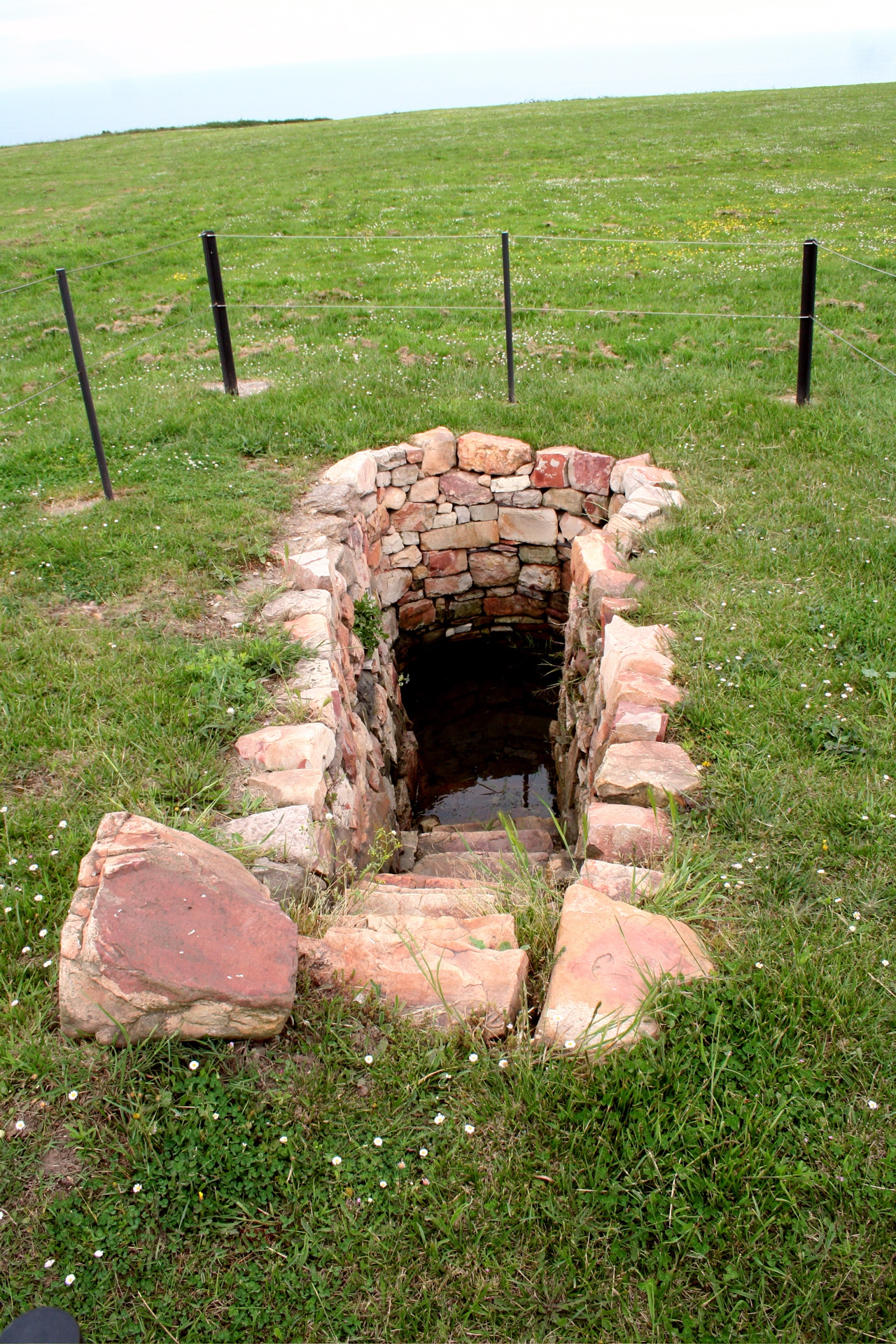
Pou d'aigua de deu que assortia el poblat

Els primers habitants de Noega (àsturs) descobriren l'existència de deus subterrànies i en captaren les aigües amb pous i aljubs per proveir el poblat.

## Pobladors de Noega
Els primers pobladors de Noega s'autoanomenaren cilúrnigs, nom d'arrel celta que possiblement significa 'calderers', i que tal vegada feia referència a una de les seues activitats més importants: la fosa de metall.

### Metal·lúrgia
Els àsturs de Noega es dedicaven sobretot a fondre bronze (aliatge de coure i estany), or, plata i siderúrgia del ferro. Aquesta tasca exigia uns profunds coneixements sobre metal·lúrgia, ja que els indígenes n'obtingueren un gran rendiment: convertiren el poblat de Noega en un dels assentaments més rics de tota la costa cantàbrica. Al jaciment, s'ha recuperat un gran nombre d'objectes com a prova d'aquesta activitat: gresols, fornals, motles de fosa, lingoteres, fíbules, arracades, passadors, agulles, hams, anells, grans, etc.

### Agricultura i recol·lecció
L'agricultura és una de les activitats pitjor constatades en el registre arqueològic de la Campa Torres, però s'han conservat restes de pisana (Triticum dicoccum) i ordi (Hordeum vulgare). La primera per fer pa, que cal espellofar, i amb palla aprofitada com a aliment per a bestiar o cobertor de teulades; el segon s'havia de consumir en forma de farinetes, com les tradicionals fariñes o farrapes asturianes, i també es degué usar per obtenir-ne cervesa o aigua d'ordi. L'escassetat de cereals al nord obligava els seus habitants a buscar un altre tipus de recursos vegetals per suplir aquesta deficiència: un n'era el gla, que permet després de torrar-lo i picar-lo obtenir-ne una farina que podia ser consumida com l'ordi. Possiblement es va consumir la col silvestre (Brassica oleracea). Les avellanes i nous completarien el panorama alimentós d'origen vegetal constatat a Noega.

### Ramaderia
Per les anàlisis faunístiques realitzades a la Campa Torres se sap que els àsturs eren ramaders. Destaca en la seua cabana l'abundància de bòvids (Bos taurus), que degué ser l'animal més aprofitable per a consum carni, utilitzat també pels seus productes làctics i com a animal de tir, ja que sembla clara l'existència en aquestes dates del carro. El fet que s'haja observat que bona part de les restes de boví sacrificats tinguen menys de dos anys implica un balafiament, denotador d'una riquesa suficient com per no esperar al període de plenitud de l'animal, doncs és en aquesta època quan ha aconseguit el pes òptim i la maduresa reproductora.
Li segueixen en importància les ovelles (Ovis àries) i les cabres (Capra hircus); se'n consumia la carn quan els animals tenien entre any i mig i dos anys, és a dir, després del primer part, encara que no es descarta el seu ús com a recursos làctics i de llana.
El porc (Sus scrofa domestica) ocupa el tercer lloc en la cabana ramadera dels cilúrnigs, tot i que és difícil diferenciar les restes del porc domèstic dels del senglar. No es descarta la possibilitat del mestissatge entre tots dos, perquè tenien una certa semillibertat.
L'asturcó (Equus caballus), cavall asturià, hi té una presència relativament escassa: al principi es pensà que els animals de la Campa Torres havien estat caçats, però l'anàlisi meticulosa de les restes observà que eren cavalls vells i domèstics, en aparèixer lesions a les potes davanteres, característiques d'animals de munta per carregar el pes sobre aquestes extremitats, a diferència dels de tir, que les pateixen a les potes posteriors. En algun exemplar apareixen marques de descarnament en edats anteriors als cinc anys: se'n dedueix una fi alimentària o sacrificial.
El gos (Canis familiaris) és un animal poques vegades al·ludit en la prehistòria cantàbrica, però a Noega n'hi ha restes de tres exemplars de bona grandària que s'utilitzarien com a pastors, així com en la caça, i no es consumirien habitualment.

### Caça, pesca i marisqueig
La pràctica cinegètica per part dels cilúrnigs es considerava una activitat lúdica, esportiva o d'obtenció ocasional de carn al marge dels animals domèstics criats al poblat. L'espècie més caçada era el cérvol (Cervus elaphus), que es trobaria als boscs al sud de la península de Torres, generalment exemplars joves (menys de cinc anys), però no sempre, ja que també s'han trobat restes de banyes treballades d'animals majors. La resta d'espècies cinegètiques es completa amb senglars (Sus scropha), cabres salvatges (Capra pyrenaica), cabirols (Capreolus capreolus) i algunes aus.
La pesca era una activitat que es feia en el litoral immediat, especialment en zones rocoses properes i en menor grau en platges. Entre les captures més freqüents hi ha la bestenaga, el sarg, la càntera, el pagre, el pagell, l'orada, el llobarro, la llissa i el sorell. Excepcionalment s'han trobat restes de verat, espècie pelàgica, però no es pot assegurar que hagen realitzat pesca d'altura, ja que aquesta espècie s'aproxima a la costa estacionalment. Tot fa suposar que la pesca es realitzava bé des de terra o bé des de petites embarcacions molt rudimentàries, en haver-se trobat hams de diversos tipus i grandàries, però cap tipus de peses perforades o entallades, com ocorre en altres jaciments del nord-est que ens informarien de l'ús de la xàrcia.
S'han trobat restes d'aprofitament de diversos tipus de mol·luscs, principalment de roca i també d'arena. Han aparegut dins de la muralla restes de llepasses, clòtxines, escopinyes, percebes, caragols i eriçons de mar. Es destinaven al consum: apareixen barrejats amb espines de peix i fins i tot amb marques de foc, però també tenien un ús ornamental o com a parament. Dels crustacis només el consum de bou hi ha deixat constància.
Una troballa excepcional al castre fou l'aparició de restes de balena grisa (Eschrichtius robustus) en nivells molt antics àsturs, probablement es tractà d'un animal encallat a la costa del qual aprofitarien la carn, greix i ossos.

### Comerç
Per al comerç utilitzaven rutes marítimes i terrestres, complicades però viables, donada l'especial orografia del nord peninsular. Un altre factor important és la propera situació de les mines de coure, estany, or, ferro i plom. Hui dia es desconeix qui canalitzava tot aquest tràfic. Hem de suposar que no eren els àsturs, ja que a partir de l'estudi del la ictiofauna es dedueix que pertanyen a espècies costaneres i, per tant, no tindrien prou mitjans nàutics per afrontar aquesta empresa. També és dubtós que els fenicis, posseïdors del coure andalús, en recorregueren a l'asturià. A més no hi ha testimoniatges d'àmfores ni d'un altre tipus de ceràmiques fenícies a Noega.
Queda la possibilitat que foren les pròpies gents del nord-est les que intentaren pal·liar les seues deficiències metàl·liques obtenint metalls i aliatges àsturs. O, d'altra banda, pobladors de les costes atlàntiques franceses, la qual cosa podria justificar l'aparició de ceràmiques gregues però no fenícies. Les relacions comercials dels habitants de la Campa Torres amb altres assentaments humans propers es realitzarien, probablement, per la preponderància de Noega sobre la resta, a causa de la seua major grandària i importància. És possible que castres millor situats de cara la producció de cereals i altres recursos vegetals contribuïren al proveïment d'aquests béns de primera necessitat, dels quals el poblat segurament era deficitari. També n'hi ha dependència respecte al coure i estany, per la qual cosa calia establir una sèrie de connexions terrestres.
Aquests llaços comercials feren del castre de la Campa Torres un dels pocs ports ben coneguts de la costa cantàbrica: això generaria un cert enteniment que podria haver estat argument suficient perquè els cilúrnigs no lluitaren contra els romans, i s'incorporaren a la seua òrbita de manera pacífica, a diferència dels pobles de les muntanyes.

## Romanització del castre

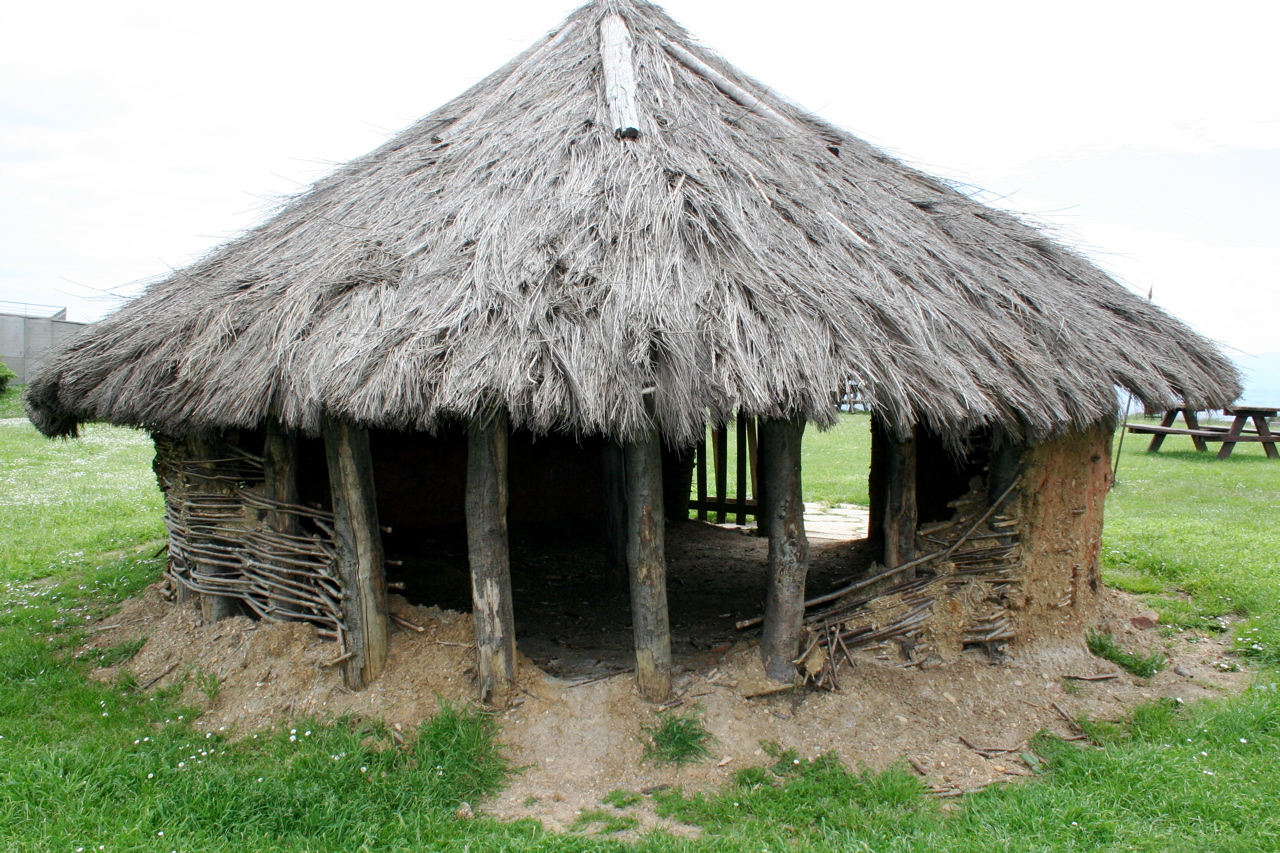
Reproducció d'una casa preromana

A Noega s'erigí un important monument a l'emperador August conegut per Ares Sextianes. El text d'aquest monument epigràfic diu: 
| « | A l'emperador Cèsar August, fill del diví (Cèsar), cònsol por tretzena vegada, emperador amb vint salutacions, màxim pontífex, pare de la pàtria, investit de potestat tribunícia trenta-dues voltes... li consagrà aquest monument. | » |

L'espai esborrat correspon a un càstig o damnatio memoriae per a personatges caiguts en desgràcia; hui dia suposem que el nom del dedicant era Cneus Calpurni Pis, llegat de la província Citerior entre els anys 9 i 10, data de l'erecció de l'altar. El nom de Ares Sestianes potser deriva de L. Sestius Quirinalis, que degué ser governador de la Hispània Citerior, a la qual pertanyia Astúries, entre el 16 i el 14 ae, inspirador de la col·locació del monument a l'emperador en el lloc que s'erigiria més tard i el significat del qual és la ràpida associació de Noega a Roma.
Els romans en Noega modificaran substancialment les formes tradicionals de vida, de manera que, a partir del s. II s'inicia un procés lent i irreversible d'abandó del poblat, en favor d'una nova ciutat sorgida a l'abric del turó de Santa Catalina, per desaparéixer definitivament al voltant del s. IV. L'important Oppidum Noega d'un altre temps només serà recordat com un lloc de ruïnes i no com l'emplaçament on un poble inicià la gènesi de l'actual Gijón.